# باول إغناطيوس
باول إغناطيوس (بالإنجليزية: Paul Robert Ignatius)‏ هو صحفي وسياسي أمريكي، ولد في 11 نوفمبر 1920 بغلينديل في الولايات المتحدة. حزبياً، نشط في الحزب الديمقراطي. وقد انتخب الأمين العام (1 سبتمبر 1967 – 24 يناير 1969).